# Raman Haloutschanka

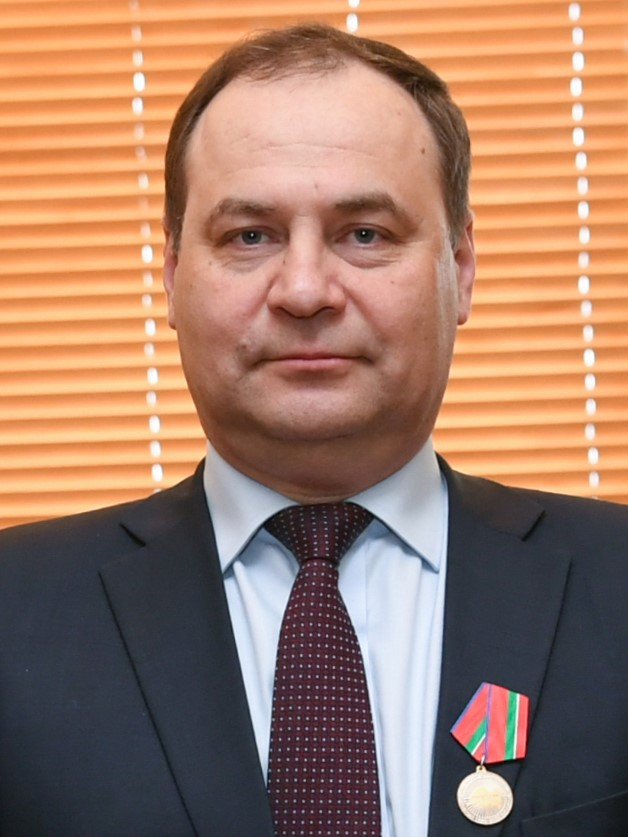
Raman Haloutschanka (2021)

Raman Aljaksandrawitsch Haloutschanka (belarussisch Раман Аляксандравіч Галоўчанка; russisch Роман Александрович Головченко Roman Alexandrowitsch Golowtschenko; * 10. August 1973 in Schodsina, Weißrussische SSR) ist ein belarussischer Politiker. Vom 4. Juni 2020 bis zum 10. März 2025 war er Ministerpräsident von Belarus.

## Werdegang
Raman Haloutschanka schloss das Staatliche Moskauer Institut für Internationale Beziehungen 1996 und die Verwaltungsakademie beim Präsidenten der Republik Belarus 2003 ab. Von 1997 bis 2002 war er Chefspezialist des Staatssekretariats des belarussischen Sicherheitsrates. Anschließend war er bis 2005 Abteilungsleiter der belarussischen Generalstaatsanwaltschaft. Zwischen 2005 und 2006 fungierte Haloutschenka als Chefberater der außenpolitischen Abteilung der Präsidialverwaltung.
Von 2006 bis 2009 war Haloutschanka als Chefberater der Abteilung für internationale Sicherheit des belarussischen Sicherheitsrates tätig. Vom Juli bis Dezember 2009 arbeitete er als Berater in der Botschaft von Belarus in Polen.
Im Dezember 2009 wurde Haloutschenka zum ersten stellvertretenden Vorsitzenden des staatlichen militärisch-industriellen Komitees von Belarus berufen.
2013 wurde Haloutschenka zum Botschafter von Belarus in den Vereinigten Arabischen Emiraten ernannt. 2018 wurde er zum Botschafter für Katar, Kuwait und Saudi-Arabien.
Anfang Juni 2020 wurde Haloutschenka von Präsident Aljaksandr Lukaschenka zum neuen Ministerpräsidenten von Belarus ernannt. Nach Protesten in Belarus 2020 trat er am 17. August 2020 zurück. Bereits zwei Tage darauf wurde er wieder im Amt bestätigt. Er amtierte bis zum 10. März 2025.
Im Juni 2022 wurde Haloutschanka von Kanada auf die schwarze Liste gesetzt.
Am 10. März 2025 wurde Haloutschanka von seinem Amt als Premierminister entbunden und zum Vorstandsvorsitzenden der Nationalbank der Republik Belarus ernannt.